# Sclerurus caudacutus
A Sclerurus caudacutus a madarak (Aves) osztályának verébalakúak (Passeriformes) rendjébe és a fazekasmadár-félék (Furnariidae) családjába tartozó faj.

## Rendszerezése
A fajt Louis Pierre Vieillot francia ornitológus írta le 1816-ban, a Thamnophilus nembe, Thamnophilus caudacutus néven, innen sorolták át.

## Alfajai
- Sclerurus caudacutus brunneus P. L. Sclater, 1857
- Sclerurus caudacutus caudacutus (Vieillot, 1816)
- Sclerurus caudacutus insignis Zimmer, 1934
- Sclerurus caudacutus olivascens Cabanis, 1873
- Sclerurus caudacutus pallidus Zimmer, 1934
- Sclerurus caudacutus umbretta (Lichtenstein, 1823)[2]

## Előfordulása
Bolívia, Brazília, Ecuador, Kolumbia, Francia Guyana, Guyana, Peru, Suriname és Venezuela területén honos, valamint egy elszigetelt populáció található a part menti erdőben délkelet-brazíliában. A természetes élőhelye szubtrópusi és trópusi síkvidéki esőerdők.

## Megjelenése
Átlagos testhossza 18 centiméter, testtömege 32-48 gramm.

## Életmódja
Gerinctelenekkel táplálkozik.

## Külső hivatkozások
- Képek az interneten a fajról
- Internet Bird Collection - videók a fajról